# 海西蒙古族藏族哈萨克族自治州
海西蒙古族藏族哈萨克族自治州，中华人民共和国旧自治州名。
1963年由海西蒙藏哈萨克族自治州改名。在今青海省北部。辖大柴旦、冷湖、格尔木三市及唐古拉工作委员会和茫崖、马海二临时工作委员会。自治州人民政府驻乌兰县德令哈。1964年撤销茫崖、马海、唐古拉三工作委员会，并入格尔木市。1965年格尔木市改县。1985年因哈萨克族西迁，自治州改名为海西蒙古族藏族自治州。